# Massacre à la tronçonneuse (série de films)
Pour les articles homonymes, voir Massacre à la tronçonneuse.
 Pour plus de détails, voir Fiche technique et Distribution
Massacre à la tronçonneuse (The Texas Chainsaw Massacre) est une franchise cinématographique américaine créée par Kim Henkel et Tobe Hooper.
La franchise met en scène une famille de cannibales, les Sawyer (ou les Hewitt dans la continuité du remake), qui chassent les personnes qui osent s'aventurer sur leurs territoire dans une campagne du Texas.

## Films

### Récapitulatif
| Années | Titre français                                      | Titre original                               |
| ------ | --------------------------------------------------- | -------------------------------------------- |
| 1974   | Massacre à la tronçonneuse                          | The Texas Chain Saw Massacre                 |
| 1986   | Massacre à la tronçonneuse 2                        | The Texas Chainsaw Massacre 2                |
| 1990   | Leatherface : Massacre à la tronçonneuse 3          | Leatherface: The Texas Chainsaw Massacre III |
| 1995   | Massacre à la tronçonneuse : La Nouvelle Génération | Texas Chainsaw Massacre: The Next Generation |
| 2003   | Massacre à la tronçonneuse                          | The Texas Chainsaw Massacre                  |
| 2006   | Massacre à la tronçonneuse : Le Commencement        | The Texas Chainsaw Massacre: The Beginning   |
| 2013   | Texas Chainsaw 3D                                   | Texas Chainsaw 3D                            |
| 2017   | Leatherface                                         | Leatherface                                  |
| 2022   | Massacre à la tronçonneuse                          | Texas Chainsaw Massacre                      |

### Chronologie
Première ligne chronologique
| Massacre à la tronçonneuse (1974) | Massacre à la tronçonneuse (1974) | Massacre à la tronçonneuse (1974) | Massacre à la tronçonneuse (1974) | Massacre à la tronçonneuse (1974) | Massacre à la tronçonneuse (1974) |  |  | Massacre à la tronçonneuse 2 | Massacre à la tronçonneuse 2 | Massacre à la tronçonneuse 2 | Massacre à la tronçonneuse 2 | Massacre à la tronçonneuse 2 | Massacre à la tronçonneuse 2 |  |  | Leatherface : Massacre à la tronçonneuse 3 | Leatherface : Massacre à la tronçonneuse 3 | Leatherface : Massacre à la tronçonneuse 3 | Leatherface : Massacre à la tronçonneuse 3 | Leatherface : Massacre à la tronçonneuse 3 | Leatherface : Massacre à la tronçonneuse 3 |  |  | Massacre à la tronçonneuse : La Nouvelle Génération | Massacre à la tronçonneuse : La Nouvelle Génération | Massacre à la tronçonneuse : La Nouvelle Génération | Massacre à la tronçonneuse : La Nouvelle Génération | Massacre à la tronçonneuse : La Nouvelle Génération | Massacre à la tronçonneuse : La Nouvelle Génération |
| Massacre à la tronçonneuse (1974) | Massacre à la tronçonneuse (1974) | Massacre à la tronçonneuse (1974) | Massacre à la tronçonneuse (1974) | Massacre à la tronçonneuse (1974) | Massacre à la tronçonneuse (1974) |  |  | Massacre à la tronçonneuse 2 | Massacre à la tronçonneuse 2 | Massacre à la tronçonneuse 2 | Massacre à la tronçonneuse 2 | Massacre à la tronçonneuse 2 | Massacre à la tronçonneuse 2 |  |  | Leatherface : Massacre à la tronçonneuse 3 | Leatherface : Massacre à la tronçonneuse 3 | Leatherface : Massacre à la tronçonneuse 3 | Leatherface : Massacre à la tronçonneuse 3 | Leatherface : Massacre à la tronçonneuse 3 | Leatherface : Massacre à la tronçonneuse 3 |  |  | Massacre à la tronçonneuse : La Nouvelle Génération | Massacre à la tronçonneuse : La Nouvelle Génération | Massacre à la tronçonneuse : La Nouvelle Génération | Massacre à la tronçonneuse : La Nouvelle Génération | Massacre à la tronçonneuse : La Nouvelle Génération | Massacre à la tronçonneuse : La Nouvelle Génération |

Deuxième ligne chronologique
| Leatherface | Leatherface | Leatherface | Leatherface | Leatherface | Leatherface |  |  | Massacre à la tronçonneuse (1974) | Massacre à la tronçonneuse (1974) | Massacre à la tronçonneuse (1974) | Massacre à la tronçonneuse (1974) | Massacre à la tronçonneuse (1974) | Massacre à la tronçonneuse (1974) |  |  | Texas Chainsaw 3D | Texas Chainsaw 3D | Texas Chainsaw 3D | Texas Chainsaw 3D | Texas Chainsaw 3D | Texas Chainsaw 3D |
| Leatherface | Leatherface | Leatherface | Leatherface | Leatherface | Leatherface |  |  | Massacre à la tronçonneuse (1974) | Massacre à la tronçonneuse (1974) | Massacre à la tronçonneuse (1974) | Massacre à la tronçonneuse (1974) | Massacre à la tronçonneuse (1974) | Massacre à la tronçonneuse (1974) |  |  | Texas Chainsaw 3D | Texas Chainsaw 3D | Texas Chainsaw 3D | Texas Chainsaw 3D | Texas Chainsaw 3D | Texas Chainsaw 3D |

Troisième ligne chronologique
| Massacre à la tronçonneuse (1974) | Massacre à la tronçonneuse (1974) | Massacre à la tronçonneuse (1974) | Massacre à la tronçonneuse (1974) | Massacre à la tronçonneuse (1974) | Massacre à la tronçonneuse (1974) |  |  | Massacre à la tronçonneuse (2022) | Massacre à la tronçonneuse (2022) | Massacre à la tronçonneuse (2022) | Massacre à la tronçonneuse (2022) | Massacre à la tronçonneuse (2022) | Massacre à la tronçonneuse (2022) |
| Massacre à la tronçonneuse (1974) | Massacre à la tronçonneuse (1974) | Massacre à la tronçonneuse (1974) | Massacre à la tronçonneuse (1974) | Massacre à la tronçonneuse (1974) | Massacre à la tronçonneuse (1974) |  |  | Massacre à la tronçonneuse (2022) | Massacre à la tronçonneuse (2022) | Massacre à la tronçonneuse (2022) | Massacre à la tronçonneuse (2022) | Massacre à la tronçonneuse (2022) | Massacre à la tronçonneuse (2022) |

Ligne chronologique du remake
| Massacre à la tronçonneuse : Le Commencement | Massacre à la tronçonneuse : Le Commencement | Massacre à la tronçonneuse : Le Commencement | Massacre à la tronçonneuse : Le Commencement | Massacre à la tronçonneuse : Le Commencement | Massacre à la tronçonneuse : Le Commencement |  |  | Massacre à la tronçonneuse (2003) | Massacre à la tronçonneuse (2003) | Massacre à la tronçonneuse (2003) | Massacre à la tronçonneuse (2003) | Massacre à la tronçonneuse (2003) | Massacre à la tronçonneuse (2003) |
| Massacre à la tronçonneuse : Le Commencement | Massacre à la tronçonneuse : Le Commencement | Massacre à la tronçonneuse : Le Commencement | Massacre à la tronçonneuse : Le Commencement | Massacre à la tronçonneuse : Le Commencement | Massacre à la tronçonneuse : Le Commencement |  |  | Massacre à la tronçonneuse (2003) | Massacre à la tronçonneuse (2003) | Massacre à la tronçonneuse (2003) | Massacre à la tronçonneuse (2003) | Massacre à la tronçonneuse (2003) | Massacre à la tronçonneuse (2003) |

## Fiche technique
Sauf indication contraire, les informations mentionnées dans cette section peuvent être confirmées par la base de données cinématographiques IMDb,  présente dans la section « Liens externes ».
|                                   | Film                                | Film                         | Film                          | Film                                                | Film                    | Film                     | Film                                         | Film                                      | Film                |
| Massacre à la tronçonneuse (1974) | Massacre à la tronçonneuse 2 (1986) | Leatherface (1990)           | La Nouvelle Génération (1995) | Massacre à la tronçonneuse (2003)                   | Le Commencement (2006)  | Texas Chainsaw 3D (2013) | Leatherface (2017)                           | Massacre à la tronçonneuse (2022)         |                     |
| --------------------------------- | ----------------------------------- | ---------------------------- | ----------------------------- | --------------------------------------------------- | ----------------------- | ------------------------ | -------------------------------------------- | ----------------------------------------- | ------------------- |
| Réalisation                       | Tobe Hooper                         | Tobe Hooper                  | Jeff Burr                     | Kim Henkel                                          | Marcus Nispel           | Jonathan Liebesman       | John Luessenhop                              | Julien Maury et Alexandre Bustillo        | David Blue Garcia   |
| Scénario                          | Kim Henkel et Tobe Hooper           | L. M. Kit Carson             | David J. Schow                | Kim Henkel                                          | Scott Kosar             | Sheldon Turner           | Adam Marcus, Debra Sullivan et Kristen Ellis | Seth M. Sherwood                          | Chris Thomas Devlin |
| Musique                           | Tobe Hooper et Wayne Bell           | Tobe Hooper et Jerry Lambert | Jimmy Manzie et Pat Regan     | Wayne Bell et Robert Jacks                          | Steve Jablonsky         | Steve Jablonsky          | John Frizzell                                | John Frizzell                             | Colin Stetson       |
| Photographie                      | Daniel Pearl                        | Richard Kooris               | James L. Carter               | Levie Isaacks                                       | Daniel Pearl            | Lukas Ettlin             | Anastas N. Michos                            | Antoine Sanier                            | Ricardo Diaz        |
| Montage                           | Sallye Richardson et Larry Carroll  | Alain Jakubowicz             | Brent A. Schoenfeld           | Sandra Adair                                        | Glen Scantlebury        | Jonathan Chibnall        | Randy Bricker                                | Sébastien de Sainte Croixe et Josh Ethier | Christopher S. Capp |
| Société de production             | Vortex Inc.                         | The Cannon Group Inc.        | Nicolas Entertainment         | Ultra Muchos                                        | Platinum Dunes          | Platinum Dunes           | Millennium Films                             | Millennium Films                          | Legendary Pictures  |
| Société de production             |                                     |                              |                               | River City Films                                    | Next Entertainment      | Next Entertainment       | Main Line Pictures                           | Main Line Pictures                        | Exurbia Films       |
| Société de production             |                                     |                              |                               |                                                     | Radar Pictures          |                          |                                              | Campbell Grobman Films                    | Bad Hombre          |
| Durée                             | 83 minutes                          | 101 minutes                  | 85 minutes                    | 95 minutes                                          | 98 minutes              | 91 minutes               | 92 minutes                                   | 90 minutes                                | 83 minutes          |
| Langue originale                  | Anglais                             | Anglais                      | Anglais                       | Anglais                                             | Anglais                 | Anglais                  | Anglais                                      | Anglais                                   | Anglais             |
| Pays d'origine                    | États-Unis                          | États-Unis                   | États-Unis                    | États-Unis                                          | États-Unis              | États-Unis               | États-Unis                                   | États-Unis                                | États-Unis          |
| Société de distribution           |                                     |                              |                               |                                                     |                         |                          |                                              |                                           |                     |
| États-Unis                        | Bryanston Distributing Company      | Cannon Releasing             | New Line Cinema               | Cinépix Film Properties / Columbia TriStar Pictures | New Line Cinema         | New Line Cinema          | Lionsgate                                    | Lionsgate                                 | Netflix             |
| France                            | René Chateau                        | UGC Distribution             | Sidéral Films                 | Columbia TriStar Pictures                           | Metropolitan Filmexport | Metropolitan Filmexport  | Metropolitan Filmexport                      | Metropolitan Filmexport                   | Netflix             |

## Personnages récurrents
| Personnages          | Films                             | Films                               | Films              | Films                         | Films                             | Films                   | Films                    | Films              | Films                             |
| Personnages          | Massacre à la tronçonneuse (1974) | Massacre à la tronçonneuse 2 (1986) | Leatherface (1990) | La Nouvelle Génération (1995) | Massacre à la tronçonneuse (2003) | Le Commencement (2006)  | Texas Chainsaw 3D (2013) | Leatherface (2017) | Massacre à la tronçonneuse (2022) |
| -------------------- | --------------------------------- | ----------------------------------- | ------------------ | ----------------------------- | --------------------------------- | ----------------------- | ------------------------ | ------------------ | --------------------------------- |
| Leatherface          | Gunnar Hansen                     | Bill Johnson                        | R. A. Mihailoff    | Robert Jacks                  | Andrew Bryniarski                 | Andrew Bryniarski       | Dan Yeager               | Sam Strike         | Mark Burnham                      |
| le grand-père Sawyer | John Dugan                        | Ken Evert                           |                    | Grayson Victor Schirmacher    |                                   |                         | John Dugan               | Eduard Parsehyan   |                                   |
| Drayton Sawyer       | Jim Siedow                        | Jim Siedow                          |                    |                               |                                   |                         | Bill Moseley             | Dimo Alexiev       |                                   |
| le narrateur         | John Larroquette (voix)           |                                     |                    |                               | John Larroquette (voix)           | John Larroquette (voix) |                          |                    | John Larroquette (voix)           |
| Sally Hardesty       | Marilyn Burns                     |                                     |                    | Marilyn Burns (caméo)         |                                   |                         |                          |                    | Olwen Fouéré                      |
| Nubbins Sawyer       | Edwin Neal                        |                                     |                    |                               |                                   |                         |                          | Dejan Angelov      |                                   |
| le shérif Hoyt       |                                   |                                     |                    |                               | R. Lee Ermey                      | R. Lee Ermey            |                          |                    |                                   |
| Luda Mae Hewitt      |                                   |                                     |                    |                               | Marietta Marich                   | Marietta Marich         |                          |                    |                                   |
| Monty Hewitt         |                                   |                                     |                    |                               | Terrence Evans                    | Terrence Evans          |                          |                    |                                   |
| la femme du thé      |                                   |                                     |                    |                               | Kathy Lamkin                      | Kathy Lamkin            |                          |                    |                                   |
| Verna Carson         |                                   |                                     |                    |                               |                                   |                         | Marilyn Burns            | Lili Taylor        |                                   |
| Farnsworth           |                                   |                                     |                    |                               |                                   |                         | Richard Riehle           | Nathan Cooper      |                                   |

## Box-office
| Film                                                | Année | Budget ($) | Box office     | Box office         | Box office  | Box office     | Référence |
| Film                                                | Année | Budget ($) | États-Unis ($) | Reste du monde ($) | Mondial ($) | Entrées France | Référence |
| Massacre à la tronçonneuse                          | 1974  | 300 000    | 30 859 000     | 37 376             | 30 899 982  | 614 249        | ,         |
| Massacre à la tronçonneuse 2                        | 1986  | 4 700 000  | 8 025 872      | -                  | 8 025 872   | 150 003        | ,         |
| Leatherface : Massacre à la tronçonneuse 3          | 1990  | 2 000 000  | 5 765 562      | -                  | 5 765 562   | 21 746         | ,         |
| Massacre à la tronçonneuse : La Nouvelle Génération | 1995  | 600 000    | 141 626        | -                  | 141 626     | -              | [ 7 ]     |
| Massacre à la tronçonneuse                          | 2003  | 9 500 000  | 80 571 655     | 26 500 000         | 107 071 655 | 242 600        | ,         |
| Massacre à la tronçonneuse : Le Commencement        | 2006  | 16 000 000 | 39 517 763     | 12 246 643         | 51 764 406  | 79 494         | ,         |
| Texas Chainsaw 3D                                   | 2013  | 20 000 000 | 34 341 945     | 12 998 641         | 47 340 586  | 47 059         | ,         |
| Leatherface                                         | 2017  | 500 000    | -              | 1 476 843          | 1 476 843   | -              | [ 14 ]    |
| Massacre à la tronçonneuse                          | 2022  | 20 000 000 | -              | -                  | -           | -              |           |
| TOTAUX                                              |       | 73 600 000 | 199 223 423    | 53 259 503         | 252 486 532 | 1 155 151      |           |

## Jeux vidéo
- 1983 : The Texas Chainsaw Massacre, développé par VSS, Inc. et édité par Wizard Video Games
- 2003 : The Texas Chainsaw Massacre, édité par HeroCraft
- 2023 : The Texas Chain Saw Massacre, développé par Sumo Nottingham et édité par Gun Interactive

Autres apparitions
- Leatherface est l'un des personnages jouables du jeu vidéo de combat Mortal Kombat X via un DLC
- Leatherface est l'un des tueurs du jeu vidéo en ligne Dead by Daylight via un DLC.
- Le personnage est également présent dans les jeux Call of Duty: Modern Warfare et Call of Duty: Warzone, également via un DLC.
- Leatherface est l'un des personnages jouables du jeu vidéo Fortnite via un DLC.